# 円井わん
円井 わん（まるい わん、1998年1月3日 - ）は、日本の女優。大阪府出身。
2017年から2019年までトミーズアーティストカンパニーに所属し、2020年よりジャングル業務提携、2021年より所属となった。2024年3月末でジャングルとの契約終了。2024年5月よりスクワッドマネジメント所属。

## 来歴
役者を目指し、高校卒業を機に上京。偶然の出会いをきっかけに映画『獣道』にキャスティングされ、映画初出演。映画『光と禿』ではスタイリスト助手兼キャストとして参加し、映画公開時には舞台挨拶司会進行等も務めた。その後、映画、ドラマ、ミュージックビデオ、CM等映像作品に多数出演。2019年にエストニア、タリンで開催されたブラックナイト映画祭で、長編では初主演の『KONTORA-コントラ』がオフィシャルセレクションにて、グランプリと最優秀音楽賞の二冠を獲得した。
2020年には自ら企画キャスティングを行い、YouTube配信連続モキュメンタリードラマ『コウキの雨鳴き-About Kouki-』を制作、ZOOM演劇集団「劇団テレワーク」への出演など、幅広く活動。

## 人物
趣味は作詞。猫好き。

## 出演

### 映画
- スクラップスクラッパー-V（2016年12月10日公開、加瀬聡監督）
- 傷だらけの悪魔（2017年2月4日公開、山岸聖太監督） - 相澤真里菜 役
- 光と禿（2017年4月22日公開、青木克齊監督） - マリちゃん 役
- 獣道（2017年7月15日公開、内田英治監督） - 宗教団体の子供 役
- 黒い乙女Q / 黒い乙女A（2019年5月31日 / 8月16日公開、佐藤佐吉監督） - ゾンビ少女 役[4]
- 向こうの家（2019年10月5日公開[注 1]、西川達郎監督） - 森田芽衣 役
- 映像研には手を出すな!（2020年9月25日公開、英勉監督） - パン子 役[5]
- タイトル、拒絶（2020年11月13日公開、山田佳奈監督） - カナ 役
- KONTORA-コントラ（2021年3月20日公開、アンシュル・チョウハン監督） - 主演・ソラ 役[6][7]
- 女たち（2021年6月1日公開、内田伸輝監督） - 近藤杏奈 役
- 東京リベンジャーズ（2021年7月9日公開、英勉監督）[8]
- うみべの女の子（2021年8月20日公開、スタジオジャム、監督：ウエダアツシ） - 鈴木摩理 役[9]
- 鳩の撃退法（2021年8月27日公開、タカハタ秀太監督） - けい子 役[10]
- DIVOC-12 「ココ」（2021年10月1日公開、廣賢一郎監督） - ヒロイン・佳奈 役[11]
- 灯せ（2021年12月25日公開、安楽涼監督） - 舞台女優 役 ※短編映画
- MEDE IN YAMATO 「四つ目の眼」（2022年5月28日公開、冨永昌敬監督） - ヒロイン・麻子 役[12]
- 裸足で鳴らしてみせろ（2022年8月6日公開、工藤梨穂監督） - 矢野瑞希 役[13]
- 貞子DX（2022年10月28日公開、木村ひさし監督） - 成瀬愛 役[14]
- MONDAYS/このタイムループ、上司に気づかせないと終わらない（2022年10月28日公開、竹林亮監督） - 主演・吉川朱海 役[15]
- スクロール（2023年2月3日公開、清水康彦監督） - 才加 役[16]
- 謝肉祭まで（2023年4月14日公開、イリエナナコ監督） - ワラウ神 役[17]
- 探偵マリコの生涯で一番悲惨な日（2023年6月30日公開、内田英治監督）[18]
- 女囚霊（2023年9月22日公開、鳴瀬聖人監督） - 金子 役[19]
- アナログ（2023年10月6日公開、タカハタ秀太監督） - 吉田 役[20]
- キリエのうた（2023年10月13日公開、岩井俊二監督） - カフェの店員 役[21]
- サイレントラブ（2024年1月26日公開、内田英治監督） - 桐野弥生 役[22]
- マッチング（2024年2月23日公開、内田英治監督） - 椎名楓 役[23][24]
- 水平線（2024年3月1日公開、小林且弥監督） - 沙帆 役[25]
- バジーノイズ（2024年5月3日公開、風間太樹監督） - 内海岬 役[26]
- 光はどこにある（2024年6月14日公開、野田麗未監督） - 主演・田辺灯里 役 ※短編映画[27]
- 君の忘れ方（2025年1月17日公開、作道雄監督） - 吉田翠 役[28][29]
- 知らないカノジョ（2025年2月28日、三木孝浩監督） - 小松みのり 役[30]
- 逆火（2025年7月11日、内田英治監督） - ARISA 役[31]
- てっぺんの向こうにあなたがいる（2025年10月31日公開予定、阪本順治監督）[32]

### テレビドラマ
- 100万円の女たち 第6話・最終話（2017年5月19日・6月30日、テレビ東京） - 女子高生 役
- 先に生まれただけの僕（2017年10月14日 - 12月16日、日本テレビ） - 手島なお 役[33]
- セトウツミ（2017年10月13日 - 12月23日、テレビ東京） - 女子高生 役
- Iターン 第3話・第4話（2019年7月27日・8月3日、テレビ東京）
- 映像研には手を出すな！第2話（2020年4月13日、MBS） - パンクロック部 パン子 役
- 大豆田とわ子と三人の元夫 第7話（2021年5月25日、関西テレビ・フジテレビ）[34]
- バンクオーバー!〜史上最弱の強盗〜（2021年9月19日・26日、日本テレビ） - 芹那 役
- だれかに話したくなる山本周五郎日替わりドラマ2（NHK BSプレミアム）[35]
  - 第2話「暗がりの乙松」（2022年2月4日） - お稲 役[36]
  - 第3話「人情武士道」（2022年2月8日） - おその 役[37]
- 拾われた男 LOST MAN FOUND 第1話（2022年6月26日、NHK BSプレミアム・ディズニープラス）- 杉田の女 役
- 北欧こじらせ日記 第1話（2022年10月4日、テレビ東京） - 客 役
- 生ドラ!東京は24時『シンガロング』（2022年12月27日、フジテレビ） - 山口恵美 役[38]
- この素晴らしき世界（2023年7月20日 - 9月14日、フジテレビ） - 室井セシル 役[39][40]
  - この素晴らしき世界 特別編（2023年9月21日）[41]
- セクシー田中さん（2023年10月22日 - 12月24日、日本テレビ） - 榎本華 役[42]
- 時をかけるな、恋人たち 第8話（2023年11月28日、関西テレビ・フジテレビ） - コマンダー 役[43]
- おいしい給食 Season3 第6話（2023年11月12日、TVK、TOKYO MX、BS12 トゥエルビほか） - 鍵窪恵 役[44]
- お別れホスピタル（2024年2月3日 - 24日、NHK総合） - 山田聖恵 役[45]
- 不適切にもほどがある! 第9話・最終話（2024年3月22日・29日、TBS） - 杉山ひろ美 役[46]
- TOKYO VICE Season2 第2話 - 第6話（2024年4月13日 - 5月11日、WOWOW）- ナオミ 役[47]
- 街並み照らすヤツら（2024年4月27日 - 6月29日、日本テレビ） - 園田 役
- 嗤う淑女 第5話（2024年8月24日、東海テレビ・フジテレビ系） - 二森玲夏 役[48]
- 連続テレビ小説（NHK） 
  - 虎に翼 第117話 - 第127話（2024年9月10日 - 24日） - 音羽綾子 役[49]
  - ばけばけ（2025年後期放送予定） - 野津サワ 役[50]
- 飯を喰らひて華と告ぐ 第11話「ラーメン」（2024年9月17日、TOKYO MX） - ウレハ 役[51]
- 離婚後夜（2024年10月14日 - 12月16日、朝日放送テレビ・テレビ朝日系） - 川角舞衣 役[52]
- 初恋DOGs（2025年7月1日 - 、TBS） - 小笠原理世 役[53]

### ウェブドラマ
- 日本をゆっくり走ってみたよ〜あの娘のために日本一周〜（2017年、Amazon Prime Video） - 女子大学生 役
- 全裸監督（2019年、Netflix） - 明子 役
- サムのこと 第2話（2020年3月21日、dTV）
- ブラックシンデレラ（2021年4月22日 - 6月10日、ABEMA） - 斎藤杏 役[54]
  - ブラックシンデレラ -卒業編-（2021年6月10日・17日）[55]
- 箱庭のレミング（2021年6月24日、ABEMA）
- ショート・プログラム「ゆく春」（2022年3月1日、Amazon Prime Video）- 沙耶加 役[56]
- ANIMALS‐アニマルズ‐（2022年6月23日 - 8月11日、ABEMA） - 上西真琴 役[57]
- 憑きそい（2023年7月28日 - 9月13日、FOD） - 山川めぐみ 役（二十歳の頃）[58]
- 僕の手を売ります（2023年10月27日、FOD・Amazon Prime Video）[59]
- 初恋アンダーDOGs〜負け犬と初恋〜（2025年7月8日 - 、TVer 他） - 小笠原理世 役[60]

### ラジオドラマ
- FMシアター（NHK-FM）
  - 『春山家サミット』（2024年11月30日） - 主演・春山笑麻 役[61]

### 舞台
- CCCreation Presents 無題シリーズvol.1 リーディング劇「女中たち」Jean GENET（2024年9月20日 - 23日、銕仙会能楽研修所）[62]

### PV
- MINAMIS「アイ」（2016年） - 主演
- 餓鬼連合（餓鬼レンジャーwith伊藤沙莉）「Miss Pen Pen」（2017年）
- 尾関梨香（欅坂46） 個人PV「タイムスリップドロップ」（2017年、4thシングル『不協和音』type-B収録）
- Brian the Sun「the sun」（2018年）
- 乃木坂46「キャラバンは眠らない」（2018年、22ndシングル『帰り道は遠回りしたくなる』収録）
- GADORO「オトノ葉 feat. アサキ」（2019年）
- ALAN「Kicking Moon」（2019年） - 主演
- King Gnu「飛行艇」（2019年）
- ユレニワ「Bianca」（2019年） - 主演
- 加藤シゲアキ 小説『オルタネート』オフィシャルプロモーションビデオ（2020年）[63]
- 5xL Feat.LEX / 5lack （2024年）

### CM
- Google Japan Google アシスタント それ、Google にやらせよう。 篇（2018年8月21日 - ）
- リクルート リクナビ2020「私の生きる道」編（2019年2月 - ）[64]
- 三井住友海上「デジタライゼーションに体温を」篇（2019年7月 - ）
- Oculus Quest 2 「なんにだって、なってやれ。」篇　ナレーション担当（2020年10月12日 - ）
- にこスマ 「にこスマさん-値段」篇（2021年8月 - ）
- サイボウズ キントーンCM「Nice」「ありがとう」「おつかれ」篇（2022年3月 - ）
- サントリー食品インターナショナル「クラフトボス ソイラテ」「クラフトボスからソイやっ オフィス」篇（2023年9月17日 - ）[65]